# 군진의학

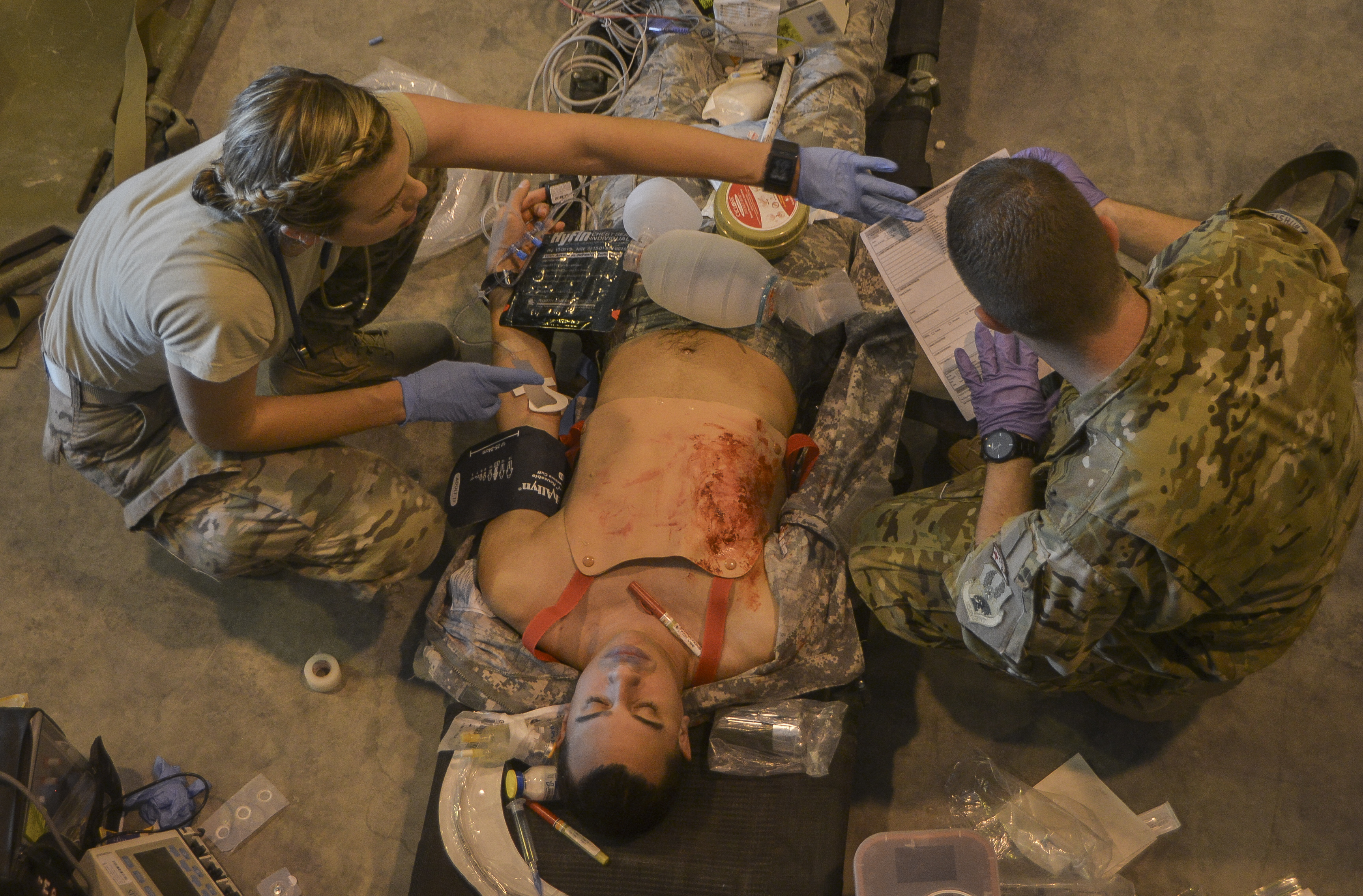
군진의학

군진의학(軍陣醫學, 영어: military medicine) 또는 군사의학(軍事醫學)은 군인에 대한 의학이다. 전시 부상에 대한 대처와 전염병 방지 등에 특화된 의학이다.

## 같이 보기
- 군의관
- 종군간호사
- 야전병원
- 병원선